# Bund der selbständigen Herrenfahrerverbände Deutsch-Oesterreichs
Der Bund der selbständigen Herrenfahrerverbände Deutsch-Oesterreichs wurde 1895 als Cartell von den Herrenfahrer-Verbänden in Steiermark, Kärnten, Tirol und Niederösterreich gegründet. Die Namensänderung erfolgte am 6. November 1898. Der Sitz des Bundes war Graz.
Mitgliedsverbände waren 1899 der Steirischer Radfahrer-Gauverband, der Niederösterreichische Radfahrer-Verband „Ostmark“, der Kärntner Radfahrer-Gauverband, der Tiroler Radfahrer-Verband und der Landesverband der Radfahrer von Oberösterreich und Salzburg.
Im Gegenseitigkeits-Uebereinkommen mit dem Bund deutscher Radfahrer Oesterreichs vom 13. Februar 1899 vereinbarten beide Bünde die gegenseitige Anerkennung ihrer Mitglieder und die Zusammenarbeit bei Tourenbüchern, Karten und Jahrbüchern, im Sportbetrieb sowie bei deren Finanzierung mit dem Ziel, sich zu vereinigen.